# Dies Janse
Dies Janse (Goes, 17 januari 2006) is een Nederlands voetballer die doorgaans als verdediger speelt. Hij drong in 2024 door vanuit de jeugdopleiding van Ajax, dat hem in het seizoen 2025/26 uitleende aan FC Groningen. Hij is een broer van N.E.C.-doelman Rijk Janse.

## Clubcarrière

### Ajax
Janse speelde in de jeugd bij VV Kloetinge, JVOZ en Sparta Rotterdam voor hij in 2018 terechtkwam in de jeugdopleiding van Ajax. Hij maakte op 25 augustus 2023 zijn debuut voor Jong Ajax in de Eerste Divisie-wedstrijd tegen SC Cambuur. Op 15 december scoorde hij tegen Jong PSV zijn eerste doelpunt in het betaald voetbal. 
Als gevolg van de deelname van Ahmetcan Kaplan aan het EK 2024, mocht Janse in de zomer van 2024 mee op trainingskamp van de nieuwe trainer Francesco Farioli. Door een blessure van Jorrel Hato startte Janse in de openingswedstrijd van het nieuwe seizoen tegen Sc Heerenveen als linksback. In zijn debuut speelde hij negentig minuten en won hij met 1-0. Na nog een tweede wedstrijd voor het eerste team, speelde hij vervolgens weer voor Jong Ajax.

### Statistieken

#### Beloften
| Seizoen         | Club            | Competitie      | Competitie | Competitie |
| Seizoen         | Club            | Competitie      | Wed.       | Dlp.       |
| --------------- | --------------- | --------------- | ---------- | ---------- |
| 2023/24         | Jong Ajax       | Eerste divisie  | 12         | 1          |
| 2024/25         | Jong Ajax       | Eerste divisie  | 20         | 1          |
| Beloften totaal | Beloften totaal | Beloften totaal | 32         | 2          |

Bijgewerkt op 19 augustus 2025.

#### Senioren
| Seizoen         | Club            | Competitie      | Competitie | Competitie | Beker | Beker | Internationaal | Internationaal | Totaal | Totaal |
| Seizoen         | Club            | Competitie      | Wed.       | Dlp.       | Wed.  | Dlp.  | Wed.           | Dlp.           | Wed.   | Dlp.   |
| --------------- | --------------- | --------------- | ---------- | ---------- | ----- | ----- | -------------- | -------------- | ------ | ------ |
| 2024/25         | Ajax            | Eredivisie      | 5          | 0          | 0     | 0     | 1              | 0              | 6      | 0      |
| 2025/26         | → FC Groningen  | Eredivisie      | 0          | 0          | 0     | 0     | 0              | 0              | 0      | 0      |
| Senioren totaal | Senioren totaal | Senioren totaal | 5          | 0          | 0     | 0     | 1              | 0              | 6      | 0      |
| Carrièretotaal  | Carrièretotaal  | Carrièretotaal  | 37         | 2          | 0     | 0     | 1              | 0              | 38     | 2      |

Bijgewerkt op 19 augustus 2025.

## Interlandcarrière
Janse speelde in de jeugdelftallen van Nederland onder 16, onder 17 en onder 18.

## Erelijst
| EK Onder 19 | 1x | 2025 |